# Saif Ali Khan
Saif Ali Khan (Hindi: सैफ़ अली ख़ान; New Delhi, 16 augustus 1970) is een Indiaas acteur en filmproducent.

## Biografie
Saif Ali Khan is de zoon van actrice Sharmila Tagore (geb. 1944) en cricketer Mansoor Ali Khan Pataudi (1941-2011). Via zijn moederskant is hij gedeeltelijk Bengaals, terwijl zijn vader een etnische Pasjtoen was. Khan heeft twee zussen, Saba Ali Khan en Soha Ali Khan. De laatste is ook een actrice.

## Carrière
Khan maakte zijn acteerdebuut in Yash Chopra's dramaserie “Parampara” (1993), maar behaalde grotere successen met zijn rollen in het romantische drama “Yeh Dillagi” en de actiefilm “Main Khiladi Tu Anari” (beide 1994). Khan's carrièrevooruitzichten gingen in de daaropvolgende jaren achteruit totdat eind van het jaar zijn grootste commerciële succes van de jaren negentig kwam, namelijk de mozaïekfilm “Hum Saath-Saath Hai” (1999). Daarna werd hij steeds bekender in India, met name dankzij de rollen in twee de mozaïekfilms “Dil Chahta Hai” (2001) en “Kal Ho Naa Ho” (2003).

## Privéleven
Hij was van oktober 1991 tot 2004 getrouwd met actrice Amrita Singh. Uit dit huwelijk heeft hij twee kinderen, Sara Ali Khan en Ibrahim Ali Khan, die bij hun moeder wonen.
In oktober 2007 verscheen Khan samen met Kareena Kapoor op de grote finale van “Lakme Fashion Week”. Hij is sinds 16 oktober 2012 getrouwd met Kareena Kapoor. Op 20 december 2016 kregen zij hun eerste kind, een zoon genaamd Taimur. Op 21 februari 2021 verwelkomden zij hun tweede zoon Jehangir.

## Filmografie
- 1992: Parampara
- 1993: Aashiq Awara
- 1993: Pehchaan
- 1994: Aao Pyaar Karen
- 1994: Yaar Gaddar
- 1994: Main Khiladi Tu Anari
- 1994: Yeh Dillagi
- 1995: Imtihaan
- 1995: Surakshaa
- 1996: Tu Chor Main Sipahi
- 1996: Bambai Ka Babu
- 1996: Dil Tera Diwana
- 1996: Ek Tha Raja
- 1997: Udaan
- 1997: Hameshaa
- 1998: Humse Badhkar Kaun
- 1998: Keemat
- 1999: Biwi No. 1
- 1999: Aarzoo
- 1999: Hum Saath-Saath Hain: We Stand United
- 1999: Kachche Dhaage
- 1999: Yeh Hai Mumbai Meri Jaan
- 2000: Kya Kehna
- 2001: Rehnaa Hai Terre Dil Mein
- 2001: Dil Chahta Hai
- 2001: Love Ke Liye Kuchh Bhi Karega
- 2002: Na Tum Jaano Na Hum
- 2003: LOC Kargil
- 2003: Kal Ho Naa Ho
- 2003: Darna Mana Hai
- 2004: Hum Tum
- 2004: Ek Hasina Thi
- 2005: Salaam Namaste
- 2005: Parineeta
- 2005: Being Cyrus
- 2006: Omkara
- 2007: Ta Ra Rum Pum
- 2007: Nehlle Pe Dehlla
- 2007: Eklavya
- 2007: Om Shanti Om
- 2008: Race
- 2008: Tashan
- 2008: Thoda Pyaar Thoda Magic
- 2008: Roadside Romeo
- 2009: Love Aaj Kal
- 2009: Kurbaan
- 2011: Arakshan
- 2011: Agent Vinod
- 2012: Cocktail
- 2013: Race 2
- 2014: Humshakals
- 2014: Happy Ending
- 2015: Dolly Ki Doli
- 2015: Phantom
- 2017: Rangoon
- 2017: Chef
- 2018: Kaalakaandi
- 2018: Baazaar
- 2018–2019: Sacred Games (webserie)
- 2019: Laal Kaptaan
- 2020: Tanhaji
- 2020: Jawaani Jaaneman
- 2020: Dil Bechara
- 2021: Tandav (webserie)
- 2021: Bunty Aur Babli 2
- 2021: Bhoot Police
- 2022: Vikram Vedha
- 2023: Adipurush
- 2024: Devara: Part 1
- 2025: Jewel Thief